# ماتاغي (أسطورة)

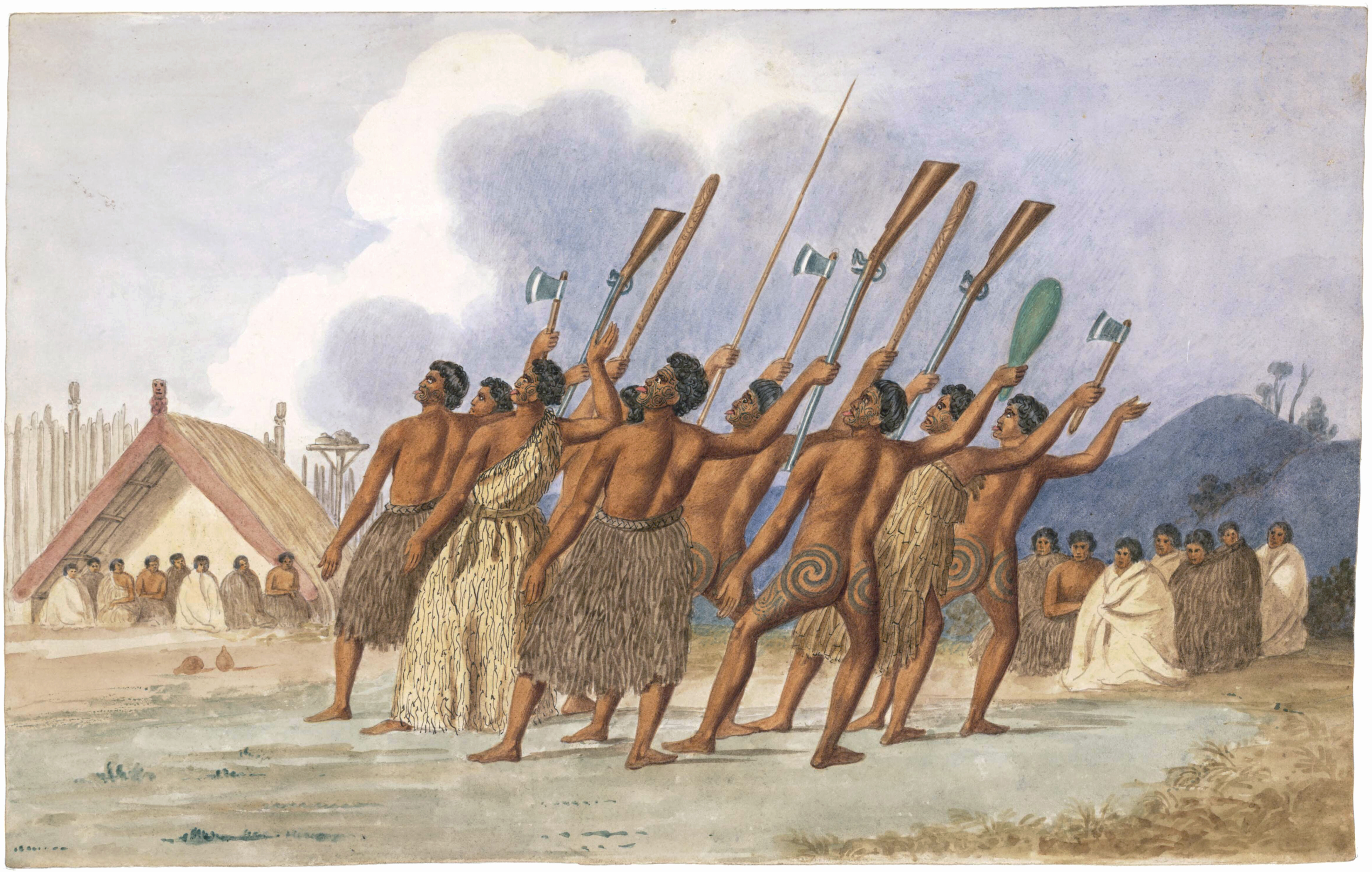
رقصة الحرب في نيوزيلندا

ماتاغي (بالإنجليزية: Matagi)‏ معنى الكلمة «ريح» وهي أن ماوي Maui الرب الشمس جلب كل الريح وأخضعها لسيطرته، إلا ريح الفيساغا Fisaga أي النسيم الناعم. فقد سمح لهذه الريح أن تمرح بحرية.